# Komisarze Brytyjskiego Terytorium Antarktycznego

Flaga Komisarza Brytyjskiego Terytorium Antarktycznego

Brytyjskie Terytorium Antarktyczne jest odrębnym terytorium zamorskim Wielkiej Brytanii od 1962. Wcześniej stanowiło część Dependencji Falklandów i było zarządzane przez gubernatora tych wysp.
W latach 1962–1990 władzę brytyjską na Brytyjskim Terytorium Antarktycznym reprezentował Wysoki Komisarz, który był jednocześnie gubernatorem Falklandów i tam rezydował. 
W 1990 miejsce Wysokiego Komisarza zajął Komisarz, a siedzibę administracji przeniesiono do Londynu. Od 1998 Komisarz Brytyjskiego Terytorium Antarktycznego jest także Komisarzem Brytyjskiego Terytorium Oceanu Indyjskiego.
Komisarz mianowany jest przez brytyjskiego monarchę na wniosek Foreign Office. Posiada własną flagę, przedstawiającą flagę Zjednoczonego Królestwa z herbem terytorium pośrodku.

## Lista Wysokich Komisarzy
- Edwin Porter Arrowsmith (1962–1964)
- Cosmo Dugal Patrick Thomas Haskard (1964–1970)
- Ernest Gordon Lewis (1971–1975)
- Neville Arthur Irwin French (1975–1977)
- James Roland Walter Parker (1977–1980)
- Rex Masterman Hunt (1980–1985)
- Gordon Wesley Jewkes (1985–1988)
- William H. Fullerton (1988–1990)

## Lista Komisarzy[1]
- M. Baker Bates (1990–1992)
- P. Newton (1992–1995)
- Anthony Longrigg (1995–1997)
- John White (1997–2001)
- Alan Huckle (2001–2004)
- Tony Crombie (2004–2006)
- Leigh Turner (2006–2008)
- Colin Roberts (2008–2012)
- Peter Hayes (2012–2016)
- John Kittmer (2016-2017)
- Alex Cameron (2017) p.o.
- Ben Merrick (2017-2021)
- Paul Candler (2021-2024)
- Jane Rumble (od 2024) p.o.